# Kayu Aro (plaats)
Kayu Aro is een bestuurslaag in het regentschap Kampar van de provincie Riau, Indonesië. Kayu Aro telt 567 inwoners (volkstelling 2010).